# 마이클 화이트

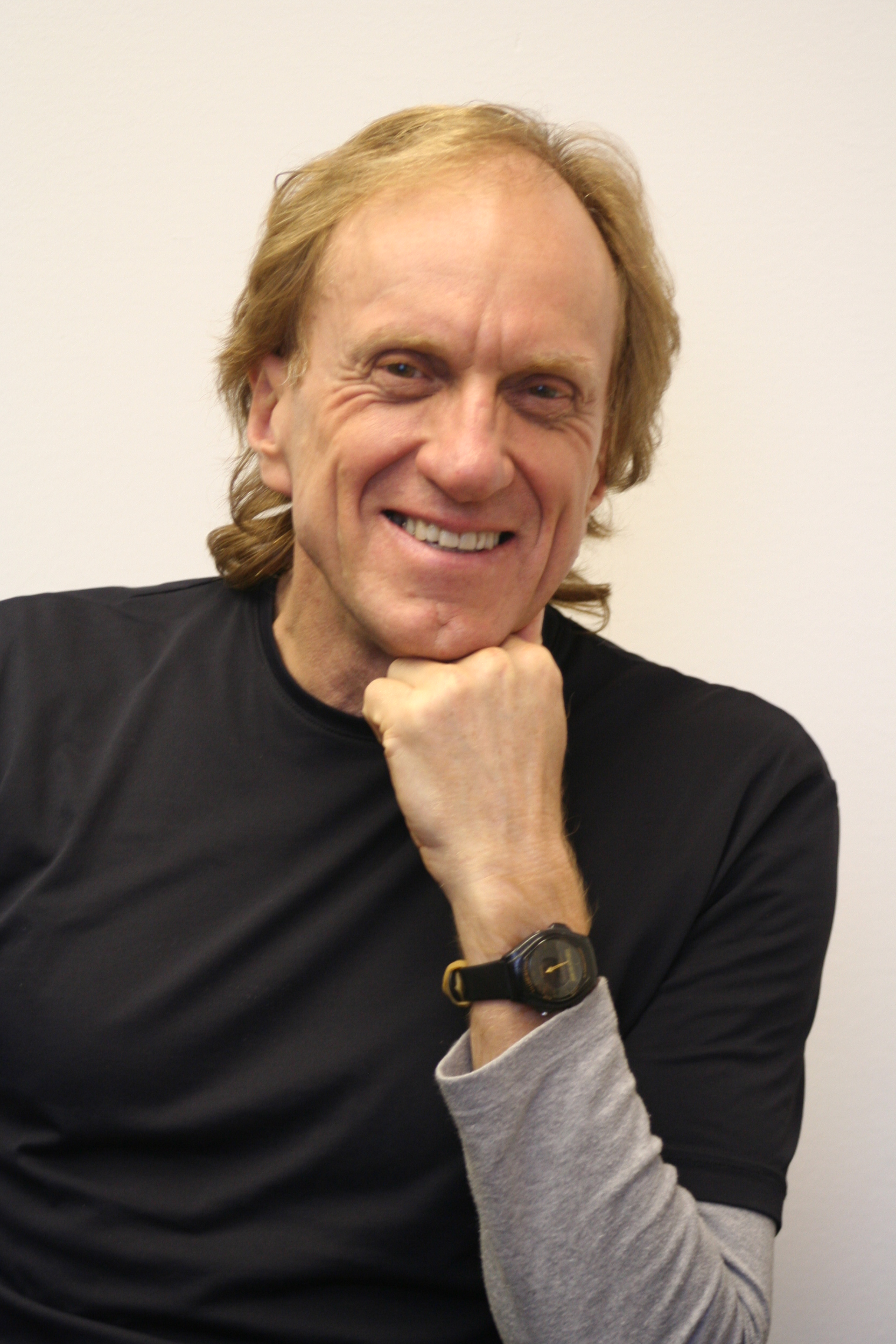

마이클 화이트(Michael White 1948년 12월 29일-2008년 4월 4일)는 호주의 사회복지사(social worker)이자 가족심리상담사였다. 그는 이야기 치료(내러티브 상담)의 선구자로 알려져 있으며, 다른 접근법에서 채택한 기술의 원천이 되어온 심리 치료 및 가족 치료에 대한 그의 중요한 공헌으로 잘 알려져 있다. 그가 공헌한 내러티브 상담은 클라이언트가 자신의 가치와 그와 관련된 기술을 인식하고 잘 형성할 수 있도록 스스로를 돕는 심리적 접근법의 한 형태로 인정받고있다.

## 이야기
한편 경험의 재구성으로 묘사될수있는 이야기(narrative)는 인류가 오랜 동안 축적해온 이야기가 갖고있는 정서의 공유와 전달이라는 이야기의 힘과 정보를 다각도로 보여준다는 점에서 그 중요성이 재평가 받고있다고 할 수 있다.

## 같이 보기
- 인본주의 심리학
- 칼 로저스